# A Quick One
A Quick One es el segundo álbum de estudio de la banda británica de rock The Who, grabado y publicado en 1966. El álbum sería publicado en Estados Unidos como Happy Jack, debido al título sexualmente sugerente de la edición británica y al éxito del sencillo "Happy Jack", que sería incluido en el álbum.
El álbum marca un cambio con respecto a las raíces del grupo que se notaban en su álbum de debut. Se requirió que cada miembro del grupo escribiera al menos dos canciones para el mismo, por lo que en este álbum las composiciones de Pete Townshend no ocupan tanto lugar como en el resto de la discografía del grupo. Roger Daltrey escribió solo una canción.
El aspecto más importante de este álbum es, sin embargo, la inclusión de la primera ópera rock del grupo, una suite de nueve minutos llamada "A Quick One, While He's Away" que relata una historia de infidelidades y reconciliaciones. En The Who Sell Out, Townshend intentaría producir un nuevo álbum conceptual, si bien no sería hasta Tommy y Quadrophenia cuando lograría conformar una verdadera ópera rock.

## Lista de canciones
Todos los temas compuestos por Pete Townshend excepto donde se anota.

### A Quick One(edición británica)
| Cara A |                       |                                            |          |  |
| N.º    | Título                | Escritor                                   | Duración |  |
| 1.     | «Run, Run, Run»       |                                            | 2:43     |  |
| 2.     | «Boris the Spider»    | John Entwistle                             | 2:29     |  |
| 3.     | «I Need You»          | Keith Moon                                 | 2:25     |  |
| 4.     | «Whiskey Man»         | John Entwistle                             | 2:57     |  |
| 5.     | «Heatwave»            | Brian Holland/Lamont Dozier/Edward Holland | 1:57     |  |
| 6.     | «Cobwebs and Strange» | Keith Moon                                 | 2:31     |  |

| Cara B |                                |               |          |  |
| N.º    | Título                         | Escritor      | Duración |  |
| 1.     | «Don't Look Away»              |               | 2:54     |  |
| 2.     | «See My Way»                   | Roger Daltrey | 1:53     |  |
| 3.     | «So Sad About Us»              |               | 3:04     |  |
| 4.     | «A Quick One, While He's Away» |               | 9:10     |  |

### Happy Jack(edición estadounidense)
| Cara A |                       |                |          |  |
| N.º    | Título                | Escritor       | Duración |  |
| 1.     | «Run, Run, Run»       |                | 2:43     |  |
| 2.     | «Boris the Spider»    | John Entwistle | 2:29     |  |
| 3.     | «I Need You»          | Keith Moon     | 2:25     |  |
| 4.     | «Whiskey Man»         | John Entwistle | 2:57     |  |
| 5.     | «Cobwebs and Strange» | Keith Moon     | 1:57     |  |
| 6.     | «Happy Jack»          |                | 2:31     |  |

| Cara B |                                |               |          |  |
| N.º    | Título                         | Escritor      | Duración |  |
| 1.     | «Don't Look Away»              |               | 2:54     |  |
| 2.     | «See My Way»                   | Roger Daltrey | 1:53     |  |
| 3.     | «So Sad About Us»              |               | 3:04     |  |
| 4.     | «A Quick One, While He's Away» |               | 9:10     |  |

#### Bonus tracks de la reedición de 1995
| Cara A |                                                    |                             |          |  |
| N.º    | Título                                             | Escritor                    | Duración |  |
| 1.     | «Batman»                                           | Neal Hefti                  | 1:37     |  |
| 2.     | «Bucket T»                                         | Atriel/Christian/Torrence   | 2:12     |  |
| 3.     | «Barbara Ann»                                      | Fred Fassert                | 2:12     |  |
| 4.     | «Disguises»                                        |                             | 3:12     |  |
| 5.     | «Doctor, Doctor»                                   | John Entwistle              | 3:00     |  |
| 6.     | «I've Been Away»                                   | John Entwistle              | 2:08     |  |
| 7.     | «In the City»                                      | Keith Moon, John Entwistle  | 2:21     |  |
| 8.     | «Happy Jack (Toma alternativa - Versión acústica)» |                             | 2:55     |  |
| 9.     | «Man with Money»                                   | Don Everly/Phil Everly      | 2:45     |  |
| 10.    | «My Generation / Land of Hope and Glory»           | Pete Townshend/Edward Elgar | 2:05     |  |

##### Bonus tracks delBox Setde Japón[1]
| Cara A |                                                                    |            |          |  |
| N.º    | Título                                                             | Escritor   | Duración |  |
| 1.     | «Substitute (Toma alternativa con letras distintas)»               |            |          |  |
| 2.     | «I'm a Boy (Toma alternativa)»                                     |            |          |  |
| 3.     | «Batman (Instrumental)»                                            | Neal Hefti |          |  |
| 4.     | «Happy Jack (Toma alternativa - Versión acústica sin violonchelo)» |            |          |  |
| 5.     | «Happy Jack (Mezcla alternativa)»                                  |            |          |  |

### A Quick One(reedición)
1. "Run, Run, Run"
2. "Boris the Spider" (Entwistle)
3. "I Need You" (Moon)
4. "Whiskey Man" (Entwistle)
5. "Heat Wave" (Brian Holland/Lamont Dozier/Edward Holland)
6. "Cobwebs and Strange" (Moon)
7. "Don't Look Away"
8. "See My Way" (Daltrey)
9. "So Sad About Us"
10. "A Quick One While He's Away"
11. "Happy Jack"

## Personal
- Roger Daltrey: voz y armónica
- Pete Townshend: guitarra, teclados y voz
- John Entwistle: bajo, teclados y voz
- Keith Moon: batería y voz

## Listas de éxitos

### Álbum
| País        | Posición más alta | Semanas en lista | Ventas |
| ----------- | ----------------- | ---------------- | ------ |
| Reino Unido | 4                 |                  |        |
| Noruega     | 19                | 1                |        |

### Sencillos
| Año  | Sencillo     | Lista                 | Posición |
| ---- | ------------ | --------------------- | -------- |
| 1967 | "Happy Jack" | Billboard Pop Singles | 24       |
| 1966 | "Happy Jack" | UK Singles Charts     | 3        |